# Lợi nhuận trước thuế và lãi
Lợi nhuận trước lãi vay và thuế hay thu nhập trước lãi vay và thuế (tiếng Anh: earnings before interest and taxes—EBIT) là một chỉ tiêu dùng để đánh giá khả năng thu được lợi nhuận của công ty, bằng thu nhập trừ đi các chi phí, nhưng chưa trừ tiền (trả) lãi và thuế thu nhập.
EBIT được đề cập đến như "khoản kiếm được từ hoạt động kinh doanh", "lợi nhuận từ hoạt động kinh doanh" hay "thu nhập ròng từ hoạt động".
Công thức để tính EBIT là: EBIT = Thu nhập - Chi phí hoạt động
Có thể xem công thức tính EBIT một cách cụ thể hơn như sau: 
EBIT = Tổng Doanh thu - Tổng biến phí - Tổng định phí
Nói cách khác, EBIT là tất cả các khoản lợi nhuận trước khi tính vào các khoản thanh toán tiền lãi và thuế thu nhập. Một yếu tố quan trọng đóng vai trò giúp cho EBIT được sử dụng rộng rãi là nó đã loại bỏ sự khác nhau giữa cấu trúc vốn và tỷ suất thuế giữa các công ty khác nhau.
Do đã loại bỏ lãi vay và thuế, hệ số EBIT làm rõ hơn khả năng tạo lợi nhuận của công ty, và dễ dàng giúp người đầu tư so sánh các công ty với nhau.

## Ví dụ
| Báo cáo thu nhập — Ví dụ (đơn vị là triệu)                                              |         |
| Doanh thu (Revenue)                                                                     |         |
| Doanh thu bán hàng (Sales Revenue)                                                      | $20,438 |
| Chi phí hoạt động (Operating Expenses)                                                  |         |
| Giá vốn hàng bán (Cost of goods sold)                                                   | $7,943  |
| Chi phí bán hàng và quản lý doanh nghiệp (Selling, general and administrative expenses) | $8,172  |
| Chi phí khấu hao (Depreciation and amortization)                                        | $960    |
| Các chi phí khác (Other expenses)                                                       | $138    |
| Tổng số chi phí hoạt động (Total operating expenses)                                    | $17,213 |
| Lợi nhuận từ kinh doanh (Operating income)                                              | $3,225  |
| Lợi nhuận từ những hoạt động khác (Non-operating income)                                | $130    |
| Lợi nhuận trước thuế và lãi (Earnings before Interest and Taxes (EBIT))                 | $3,355  |
| Chi phí trả lãi (Net interest expense/income)                                           | $145    |
| Lợi nhuận trước thuế (Earnings before income taxes)                                     | 3,210   |
| Thuế thu nhập (Income tax)                                                              | $1,027  |
| Lợi nhuận ròng/Thu nhập ròng (Net Income)                                               | $2,183  |